# デヴィッド・ダン
デイヴィッド・ジョン・イアン・ダン（David John Ian Dunn, 1979年12月27日 - ）は、イングランド・ランカシャー州グレート・ハーウッド出身の元同国代表サッカー選手、サッカー指導者。現役時代のポジションはMF。

## 経歴

### クラブ

#### ブラックバーン
ランカシャー州グレート・ハーウッドに生まれたダンは、1997年初頭にブラックバーン・ローヴァーズFCの下部組織と契約し、1998年9月26日のエヴァートンFC戦で70分からトップチーム及びプロ初出場を飾ったが、味方のマルティン・ダーリンが退場したことにより81分にベンチへ戻った。出場2試合目となったセント・ジェームズ・パークで行われたフットボールリーグカップのニューカッスル・ユナイテッドFCとのPK戦で最後のキッカーを務めて勝利に貢献し、1999年2月16日のアストン・ヴィラFC戦（3-1）でプロ初得点を記録する等、1季目から一定の出場機会を得ていたが、シーズン終了後にチームは2部へと降格した。
2000-01シーズンに、フットボールリーグカップのロッチデールAFC戦でペナルティーキックによるハットトリックを達成する等で公式戦2桁得点を挙げ、さらにベストイレブンに選出される程の活躍を見せてチームのプレミアリーグ復帰に貢献すると、翌2001-02シーズンも昨季の良い調子を継続させてリーグカップ優勝に一役買い、強豪アーセナルFCとの（3-3）リーグ戦では2度の同点弾を挙げて勝ち点獲得に貢献した。その才能と技術力の高さからニック・バーンビーから「新たなガッザ」（the New Gazza）と称賛されたものの、翌2002-03シーズンは昨季ほど輝くことが出来ず、負傷した際にグレアム・スーネス監督から自身の態度と私生活を批判されたことで亀裂が走った。スーネス監督は確執を否定しており、負傷後のパフォーマンスに称賛を送っていたが、ダン自身はスーネス監督の言動に失望して退団を決意した。

#### バーミンガム
2003年7月7日に移籍金550万ポンドでバーミンガム・シティと4年契約を締結し、デビュー戦となった8月16日のトッテナム・ホットスパーFC戦（1-0）で初得点を記録する素晴らしいスタートを切った。しかし、2004年1月にFAカップのウィンブルドンFC戦でハムストリングを負傷させて途中交代すると、2月の同大会でのサンダーランドAFC戦でハムストリングを再発させて以降、定期的に苦しんだことでシーズン残り試合の殆どを欠場を余儀なくされた。翌2004-05シーズンは、シーズンの前半でこそ重要な得点を挙げて地位を確立していたが、2004年11月にまたしてもハムストリングの負傷を再発させ、長期の離脱が予想された。この負傷はアーセナルの物理療法士の助言により難を逃れることに成功し、離脱することなく出場を重ねていたが、12月26日のミドルズブラFC戦で衝突した際にハムストリングを負傷させ、2005年1月28日に手術を決意したことでシーズン残り試合の欠場が決定した。
2005年10月16日、2005-06シーズン途中のアストン・ヴィラとのバーミンガム・ダービーで約10ヶ月ぶりに試合へ復帰するも、チームの苦境を救うことが出来ず、シーズン終了時に2部への降格となった。

#### ブラックバーン復帰
2部を戦う中で2006年10月に今度の移籍市場で古巣ブラックバーンへの復帰が噂されたが、これにはダン本人とブラックバーンのマーク・ヒューズ監督の両名が否定しており、1月12日にはボルトン・ワンダラーズFCとメディカルチェックを受けて移籍金100万ポンドで契約間近と報じられていた。しかし、1月17日に推定移籍金220万ポンドでブラックバーンと3年半契約を締結し、2月3日のシェフィールド・ユナイテッドFC戦で初出場を飾り、モアテン・ガムスト・ペデルセンの決勝点となるフリーキックを獲得した。途中加入ながらもリーグ戦11試合を含め公式戦18試合に出場して復帰1季目から定位置を確保すると、翌2007-08シーズンは負傷の不安もなく、リーグ戦31試合を含め公式戦38試合に出場し、アーセナル戦で25ヤードから同点弾にして復帰後初得点を挙げた。
2008-09シーズンにはポール・インス新監督から副主将に任命され、さらに2人目の子供が誕生する等、サッカーでも私生活でも充実した時を過ごしていたが、2008年9月19日に全治4ヶ月のアキレス腱断裂となってしまい、また、復帰後の12月29日にサム・アラダイス監督が就任して以降であまり先発起用されなかったことで公式戦17試合の出場にとどまり、退団の噂まで浮上した。最終的に残留することとなった翌2009-10シーズンは、最初の2試合に起用されずに厳しいスタートを切ったが、リーグカップのジリンガムFC戦で先制点を挙げてチームの3回戦進出に貢献すると、リーグ戦ではウルヴァーハンプトン・ワンダラーズFC戦を皮切りにアストン・ヴィラ、アーセナル、ボルトン戦で得点を重ねていき、特に同じランカシャー州東部を拠点とするライバルのバーンリーFCとのイーストランカシャー・ダービーでは記憶に残る得点を挙げた。それらの活躍から2010年1月26日に契約を2012年7月までの2年半延長させることに成功すると、3月21日のイーウッド・パークでのチェルシーFC戦でブラックバーンでの通算出場数206試合目を達成し、3月24日のバーミンガム戦で試合開始5分に先制点、67分にエル＝ハッジ・ディウフのコーナーキックから頭で決勝点の2得点を記録。3月28日のターフ・ムーアでのライバルのバーンリー戦でPKによる決勝点を挙げ、5月3日のアーセナル戦でブラックバーンでの通算50得点目を達成した。2009-10シーズンにリーグ戦9得点を挙げる成功を収めて以降、2010-11シーズン、2011-12シーズンとシーズンを通して中心選手であり続け、2011年2月2日のトッテナム・ホットスパーFC戦（0-1）でブラックバーン復帰以後のプレミアリーグ出場通算100試合目を達成し、2012年1月27日に契約を2013年まで延長した。しかし、その一方でチームは低迷に苦しみ、2011-12シーズンに降格となった。
2部に降格した2012-13シーズンは、それまでと一変して度々先発落ちし、10月25日のシェフィールド・ウェンズデイFC戦中に負傷する等で調子を落としていたことから、同シーズンで満了となる契約が延長されることはないだろうと囁かれていたが、そのような状況下で3月17日のバーンリーとのダービーでロスタイムに同点弾を挙げて噂を一蹴する活躍を見せ、6月24日に1年の契約延長を勝ち取った。翌2013-14シーズンは、公式戦全4試合に先発して1得点を記録する好調さを見せていたが、9月11日に膝の手術を受けることが発表され、離脱となった。

#### オールダム
2015年7月30日、フットボールリーグ1のオールダム・アスレティックAFCと1年契約を交わした。9月12日にダレン・ケリー監督が解任されると暫定的にその座を引き継ぎ、10月7日には正式にオールダムの監督となった。

### 代表
U-21時代はデビッド・プラット監督の下で主将を務めて20試合に出場し、2001年11月19日にユトレヒトで行われたUEFA U-21欧州選手権2002（en）予選プレイオフのU-21オランダ戦で個人技による得点を挙げた。この得点は自身の生涯最高の得点になるほどのものだった。これらの活躍から、負傷したキーロン・ダイアーの代役として2002年9月3日にポルトガルとの親善試合へ向けてスヴェン＝ゴラン・エリクソン監督によってイングランドA代表に初招集され、9月7日の同試合でスティーヴン・ジェラードに代わって後半から初出場を飾った。

### 私生活
女優のサミー・ウィンワードは元婚約者であり、2005年6月15日に娘を1人授かるも同年9月15日に別れている。その後、別の女性と結婚し、2008年8月7日に息子を1人授かった。

## タイトル
クラブ
ブラックバーン・ローヴァーズFC
- フットボールリーグカップ : 2001-02

個人
- PFA年間ベストイレブン (2部) : 2000-01